# Marcă germană

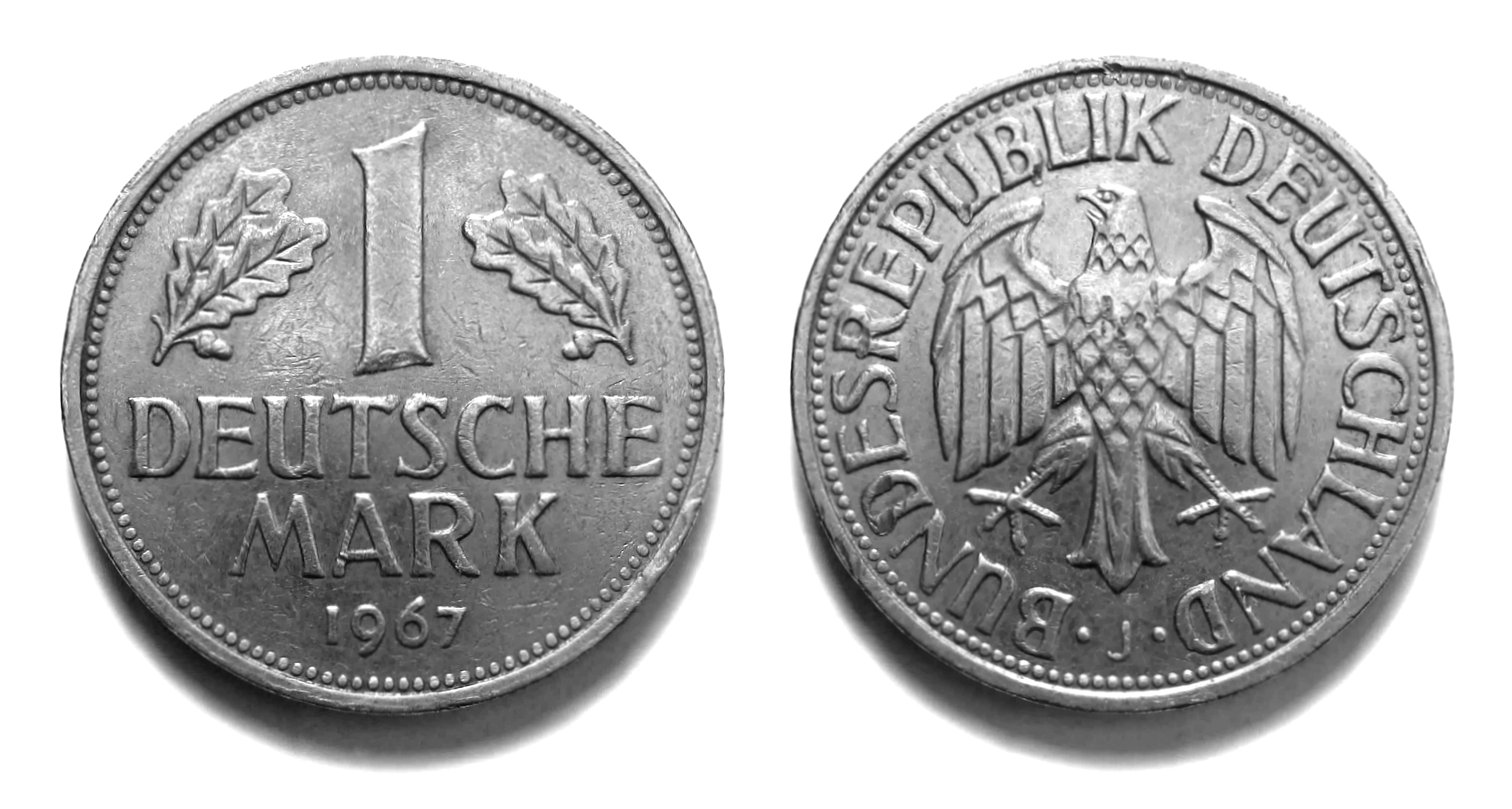
1 DM

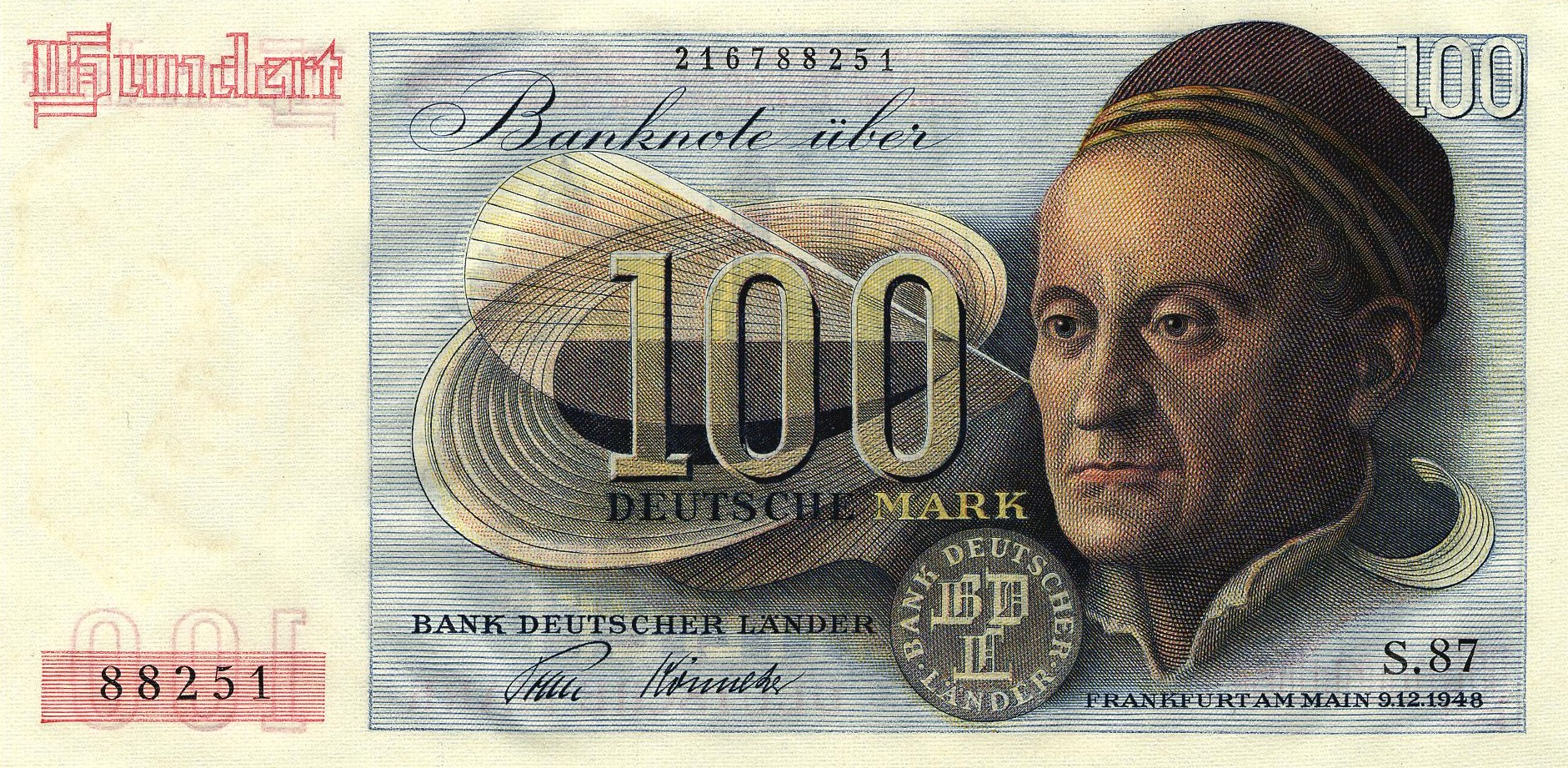
100 DM, 1951–1965

Marca germană (în germană Deutsche Mark; simbol, în Germania: DM; colocvial: marcă, cod ISO 4217 DEM) a fost din 1948 valuta oficială, la început în zonele germane aflate sub control francez, american și britanic, apoi a Republicii Federale Germania și a Berlinului Occidental, până la reunificarea  din 1990 și apoi, valuta oficială a Germaniei reunificate până la introducerea monedei unice a Uniunii Europene, euro, în 1999. Subdiviziunea sa a fost pfenigul (în germană Pfennig, simbol: Pf), a suta parte dintr-o marcă.
Simbolul DM se mai aplica și la marca germană din Republica Democrată Germană (RDG) înainte de iulie 1964. În RDG au existat următoarele monede:
- 24 iulie 1948 - 31 iulie 1964: Deutsche Mark der Deutschen Notenbank (DM)
- 1 aug. 1964 - 31 dec. 1967: Mark der Deutschen Notenbank (MDN)
- 1 ian. 1968 - 30 iunie 1990: Mark (M) der Deutschen Demokratischen Republik („marca RDG”).

## Istoric

### Înainte de 1871
Marca a fost moneda Germaniei de la unificarea ei în 1871. Înainte de unificare, diferitele state germane au emis o varietate de valute, deși cele mai multe erau legate de Vereinsthaler, care era o monedă care conținea 16 ⅔ grame de argint pur. Deși marca a fost fondată mai degrabă pe aur decât pe argint, rata de conversie a fost stabilită la 3 mărci pentru 1 Vereinsthaler.

### 1873–1948
Prima marcă, cunoscută sub numele de Goldmark, a fost introdusă în 1873. Odată cu declanșarea Primului Război Mondial, s-a renunțat la convertibilitatea în aur a mărcii, iar moneda germană a devenit cunoscută sub numele de Papiermark, inflația ridicată și apoi hiperinflația conducând la emiterea exclusivă de bani de hârtie. Papiermark a fost înlocuită de Rentenmark, în 15 noiembrie 1923, și apoi de Reichsmark, în 1924.

#### La începutul ocupației militare
În timpul primilor ani de ocupație, cele patru puteri de ocupație, Franța, Statele Unite ale Americii. Regatul Unit și Uniunea Sovietică, nu au fost în măsură să negocieze cu succes o reformă monetară posibilă în Germania. Datorită tensiunilor care existau între Aliați, fiecare zonă a fost guvernată în mod independent în privința problemelor monetare. Politica de ocupație americană era condusă de directivele JCS 1067 (care au fost în vigoare până în 1947). Aceste directive interziceau guvernatorului militar american „să ia măsuri pentru întărirea financiară germană”. În consecință, o reformă monetară în zona de ocupație americană nu era posibilă. Fiecare dintre Aliați a emis propriile sale monede de ocupație.

## Origine
Capitularea germană din mai 1945 a lăsat Germania devastată cu aproape 7 milioane de morți, dintre care 600.000 ca urmare a bombardamentelor strategice, mai multe milioane de persoane deplasate, mai ales în estul țării. Rețeaua urbană a fost în mare parte distrusă, iar economia practic distrusă. Perioada care a urmat după Al Doilea Război Mondial a fost marcată de enorme probleme sociale și economice, prin absența unor perspective politice și prin dezordinea monetară. Destul de curând, Aliații și-au disputat supremația țării. În sfârșit, Statele Unite ale Americii și Regatul Unit au hotărât o uniformizare economică în zonele de ocupație occidentale, creând o « bizona » în ianuarie 1947, care va deveni, douăsprezece luni mai târziu, « trizonă », când li s-a alăturat Franța.
Acest plan, ținut secret până la anunțarea unei reforme monetare, la 20 iunie 1948, a legat economia celor trei zone germane de vest de sistemul economic occidental.
O nouă unitate monetară tipărită în Statele Unite ale Americii, Deutsche Mark, înlocuia, în sfârșit, Reichsmark, utilizată încă și după sfârșitul războiului. Rata de schimb inițială era de 1 : 1 pentru primele 40 de Reichsmark, apoi 10 : 1 pentru următoarele. Acest schimb a avut un efect dezastruos pentru persoanele care posedau capitaluri în bani lichizi.
Zona Sovietică a urmat aceeași cale la crearea mărcii est-germane sau Ostmark a Republicii Democrate Germane.
La început, calitatea bancnotelor era foarte neregulată, încât bancnotele cu valoare nominală de 5 Deutsche Mark au trebuit înlocuite imediat de noi bancnote, fabricate în Regatul Unit. Acestea sunt primele bancnote germane dotate cu o bandă de securitate.
Abia în 1955, guvernul federal german a început să fabrice pe cont propriu moneda națională.
La 1 Ianuarie 1957, odată cu integrarea Protectoratului Sarre în Republica Federală Germania, noul land Saar, astfel constituit, a adoptat marca germană, care a înlocuit francul Saar.

## Miracolul economic
Creșterea economică din anii 1950 și 1960 (Wirtschaftswunder) s-a fondat pe un enorm potențial industrial, o mână de lucru calificată, ajutorul american și o puternică cerere. Excedentul balanței comerciale a condus la o reevaluare a mărcii germane în trei rânduri.
Începând din 1972, Deutsche Mark, în calitate de monedă forte, a evoluat în Șarpele Monetar European, apoi, în 1979 în Sistemul Monetar European (SME). Deutsche Mark a fost astfel reevaluat în mai multe rânduri față de alte monede ale SME.
Abia după căderea Zidului Berlinului în noiembrie 1989 și reunificarea Germaniei, încheiată oficial la 3 octombrie 1990, Deutsche Mark a fost întrodusă (oficial) în fosta Republica Democrată Germană și a devenit moneda tuturor germanilor. Uniunea monetară, a intrat în vigoare la 1 iulie 1990, iar tratatul de unificare a fixat condițiile de aderare a celor cinci noi landuri răsăritene la Republica Federală Germania.
În 1992, Tratatul de la Maastricht a fixat condițiile de acces la Uniunea Monetară Europeană.
Prin soliditatea sa, Deutsche Mark a devenit de facto moneda mai multor țări din Europa de Est, cum sunt fostele republici ale Iugoslaviei.
După 1998, moneda națională a unor noi state europene  precum Bosnia și Herțegovina a fost marca convertibilă (Konvertibilna marka, cu simbolul KM, cod BAM), aliniată pe marca germană și a cărei valoare a fost convertită la euro la 1 ianuarie 1999, dată la care valoarea mărcii germane a fost fixată definitiv în raport cu noua monedă unică europeană, la 1,95583 DEM pentru 1 EUR.

## Euro și sfârșitul monedei Deutsche Mark
La 50 de ani după reforma monetară din 1948, marca era pentru numeroși germani un simbol de identificare națională de a cărei despărțire a fost foarte nepopulară. DEM simboliza și prosperitatea și soliditatea economiei germane. La data de 1 Ianuarie 2002, Germania a fost totuși prima țară membră a Uniunii Monetare Europene (UME) care a renunțat la moneda sa națională pentru a adopta euro ca monedă curentă. Spre deosebire de alte valute, nu a existat o perioadă de dublă circulație. Vechile monede și bancnote exprimate în mărci pot să fie schimbate în euro, fără limită de timp.
În amintirea Deutsche Mark, monedele cu valorile nominale de 1 și 2 euro au păstrat vulturul german pe fața națională, în timp ce monedele germane cu valori nominale de 1, 2 și 5 eurocenți au păstrat frunza de stejar care figura pe pfenigi.